# Cubiceps
Cubiceps is een geslacht van straalvinnige vissen uit de familie van kwallenvissen (Nomeidae). Het geslacht is voor het eerst wetenschappelijk beschreven in 1843 door Lowe.

## Soorten
- Cubiceps baxteri (McCulloch, 1923)
- Cubiceps caeruleus (Regan, 1914)
- Cubiceps capensis (Smith, 1845)
- Cubiceps gracilis (Lowe, 1843)
- Cubiceps kotlyari (Agafonova, 1988)
- Cubiceps macrolepis (Agafonova, 1988)
- Cubiceps nanus (Agafonova, 1988)
- Cubiceps paradoxus (Butler, 1979)
- Cubiceps pauciradiatus (Günther, 1872)
- Cubiceps squamiceps (Lloyd, 1909)